# Trogon chionurus
El trogón cola blanca, trogon coliblanco o trogón coliblanco occidental (Trogon chionurus) es una especie de ave trogoniforme de la familia Trogonidae. 

## Hábitat
Se encuentra en bosques húmedos tropicales del Chocó, que van desde Panamá, por el oeste de Colombia, al oeste de Ecuador.

## Taxonomía
Antes era considerada una subespecie de T. viridis, que está muy extendida en América del Sur al este de los Andes, pero bajo el nombre en Inglés de White-tailed Trogon (un nombre reservado para la T. chionurus, dejando a la T. viridis como el Green-backed Trogon).

## Descripción
Este trogon es relativamente grande, de 28 a 30 centímetros (11 a 12 pulgadas) de largo. Como la mayoría de trogones, tiene dimorfismo sexual. En el varón la cabeza y parte superior del pecho son de color azul oscuro (aparece negruzco con poca luz), y la parte posterior es de color verde, cada vez más azul en la anca. Las partes inferiores más bajas son de color amarillo anaranjado. Las alas son de color negro, vermiculados con blanco. El subcaudal es casi totalmente blanco con sólo un fondo negro muy estrecho para cada pluma. El anillo ocular es completamente de color azulado. La hembra se asemeja al macho, pero tiene la espalda, la cabeza y el pecho gris, y bastante borroso de negro y blanco, salvo principalmente a las redes internas de cada pluma de la cola (menos en las membranas externas).
En comparación, es similar pero más pequeña al trogón enligado (T. caligatus) tiene un color amarillo (macho) o blanco incompleto en el anillo del ojo (hembra), y el macho también es distinto debajo de la cola.
No hay solapamiento en la distribución de los trogones coliblanco y el trogon viridis, pero los dos pueden ser separados por el diseño debajo de su cola: A diferencia de los trogones coliblanco, el macho trogon viridis tiene una amplia base de negro en cada pluma , y la hembra es relativamente de origen negro, blanco y salvo principalmente en las membranas externas de cada pluma. el macho trogon coliblanco también tiene un trasero más azul que el trogon viridis.
El sonido del trogon coliblanco se compone de 15 a 20 notas de vaca muy rápida.